# リエラのうた
『リエラのうた』は、Liella!のアルバムである。同グループのアルバムとして、2021年10月27日にLantisから発売された。ここでは、『リエラのうた2』も併せて記載する。
今作は、日本放送協会（NHK）のNHK Eテレで放送された際、放送法83条にて禁止されている「（協会における）広告放送」の枠を活用する形で、次回予告の後に設けられたミニコーナー『リエラのうた』で使用された楽曲を収録したアルバムである。

## 収録曲（リエラのうた）
| 全作詞: 宮嶋淳子、全作曲: 小幡康裕、全編曲: 森悠也。 |                                           |          |            |      |
| #                                                    | タイトル                                  | 作詞     | 作曲・編曲 | 時間 |
| 1.                                                   | 「Primary」(Liella!)                      | 宮嶋淳子 | 小幡康裕   | 3:57 |
| 2.                                                   | 「Memories」(澁谷かのん（伊達さゆり）)    | 宮嶋淳子 | 小幡康裕   | 3:35 |
| 3.                                                   | 「Memories」(嵐千砂都（岬なこ）)          | 宮嶋淳子 | 小幡康裕   | 3:35 |
| 4.                                                   | 「Anniversary」(唐可可（Liyuu）)          | 宮嶋淳子 | 小幡康裕   | 3:31 |
| 5.                                                   | 「Anniversary」(葉月恋（青山なぎさ）)     | 宮嶋淳子 | 小幡康裕   | 3:35 |
| 6.                                                   | 「Message」(平安名すみれ（ペイトン尚未）) | 宮嶋淳子 | 小幡康裕   | 3:45 |
| 7.                                                   | 「Message」(澁谷かのん（伊達さゆり）)     | 宮嶋淳子 | 小幡康裕   | 3:46 |
| 8.                                                   | 「Ringing!」(嵐千砂都（岬なこ）)          | 宮嶋淳子 | 小幡康裕   | 3:22 |
| 9.                                                   | 「Ringing!」(唐可可（Liyuu）)             | 宮嶋淳子 | 小幡康裕   | 3:23 |
| 10.                                                  | 「Dears」(葉月恋（青山なぎさ）)           | 宮嶋淳子 | 小幡康裕   | 3:43 |
| 11.                                                  | 「Dears」(平安名すみれ（ペイトン尚未）)   | 宮嶋淳子 | 小幡康裕   | 3:43 |
| 12.                                                  | 「Departure」(Liella!)                    | 宮嶋淳子 | 小幡康裕   | 4:46 |
| 合計時間:                                            | 合計時間:                                 | 44:41    |            |      |

## リエラのうた2
『リエラのうた2』は、Liella!のアルバムである。同グループのアルバムとして、2022年10月26日にLantisから発売された。

### 収録曲（リエラのうた2）
| 全作詞: 宮嶋淳子、全作曲: 小幡康裕、全編曲: 森悠也。 |                                                        |          |            |      |
| #                                                    | タイトル                                               | 作詞     | 作曲・編曲 | 時間 |
| 1.                                                   | 「Dreamer Coaster」(澁谷かのん（伊達さゆり）)          | 宮嶋淳子 | 小幡康裕   | 3:34 |
| 2.                                                   | 「Dreamer Coaster」(桜小路きな子（鈴原希実）)          | 宮嶋淳子 | 小幡康裕   | 3:34 |
| 3.                                                   | 「エンドレスサーキット」(唐可可（Liyuu）)              | 宮嶋淳子 | 小幡康裕   | 2:36 |
| 4.                                                   | 「エンドレスサーキット」(平安名すみれ（ペイトン尚未）) | 宮嶋淳子 | 小幡康裕   | 2:36 |
| 5.                                                   | 「迷宮讃歌」(葉月恋（青山なぎさ）)                     | 宮嶋淳子 | 小幡康裕   | 3:32 |
| 6.                                                   | 「迷宮讃歌」(鬼塚夏美（絵森彩）)                       | 宮嶋淳子 | 小幡康裕   | 3:32 |
| 7.                                                   | 「プライム・アドベンチャー」(Liella!)                  | 宮嶋淳子 | 小幡康裕   | 3:16 |
| 8.                                                   | 「パレードはいつも」(米女メイ（薮島朱音）)             | 宮嶋淳子 | 小幡康裕   | 3:39 |
| 9.                                                   | 「パレードはいつも」(若菜四季（大熊和奏）)             | 宮嶋淳子 | 小幡康裕   | 3:39 |
| 10.                                                  | 「駆けるメリーゴーランド」(嵐千砂都（岬なこ）)         | 宮嶋淳子 | 小幡康裕   | 3:41 |
| 11.                                                  | 「駆けるメリーゴーランド」(澁谷かのん（伊達さゆり）)   | 宮嶋淳子 | 小幡康裕   | 3:41 |
| 12.                                                  | 「Time to go」(Liella!)                                | 宮嶋淳子 | 小幡康裕   | 3:50 |
| 合計時間:                                            | 合計時間:                                              | 41:10    |            |      |

### ユニットメンバー
1. 1 2 3 4 5  澁谷かのん（伊達さゆり）、唐可可（Liyuu）、嵐千砂都（岬なこ）、平安名すみれ（ペイトン尚未）、葉月恋（青山なぎさ）
2. 1 2 3 4 5  澁谷かのん（伊達さゆり）、唐可可（Liyuu）、嵐千砂都（岬なこ）、平安名すみれ（ペイトン尚未）、葉月恋（青山なぎさ）、桜小路きな子（鈴原希実）、米女メイ（薮島朱音）、若菜四季（大熊和奏）、鬼塚夏美（絵森彩）